# إمريميدة
 إمريميدة وهي إحدى بحور الشعر الشعبي الحساني وهو يتكون من سبعة متحركات في كل شطر أو (تافلويت) ومحل الكدعة فيه في المقطع الثاني من كل تافلويت وتنقسم إلى امريميدة الكحلة وامريميدة البيضة، حيث تتميز الأولى عن الأخيرة بغرضي الفخر والحماسة فقط.
مثال
ابْكيت في الدار انگوگِ.... وجْروحتْ الخَدْ ابانُ
وَ إمْشَاتْ ولْفي ييوگ.... فسلامت الله وأمــانُ